# Miguel Sandoval
Miguel Sandoval, född 16 november 1951 i Washington, D.C., är en amerikansk skådespelare. Han är känd för sin roll som åklagare Manuel Devalos i TV-serien Medium.
Sandoval inledde sin skådespelarkarriär som mimare 1975 och sin filmkarriär på 1980-talet.

## Filmografi i urval
- 1993 – Jurassic Park
- 1994 – Påtaglig fara
- 1995 – Get Shorty
- 1996 – Tid att älska
- 1996 – Änka på låtsas
- 2000 – Things You Can Tell Just by Looking at Her
- 2001 – Blow
- 2002 – Collateral Damage
- 2003–2004 – Polisaspiranten (TV-serie)
- 2005 – 2011 - Medium (TV-serie)
- 2010–2011 – Entourage (TV-serie)